# Deutsche Volleyball-Bundesliga 1997/98 (Männer)
Die Saison 1997/98 der Volleyball-Bundesliga war die vierundzwanzigste Ausgabe dieses Wettbewerbs. Der VfB Friedrichshafen wurde Deutscher Meister. Osnabrück und Dachau mussten absteigen, Lohhof zog zurück.

## Mannschaften
In dieser Saison spielten folgende zehn Mannschaften in der Bundesliga:
- Post SV Berlin
- SCC Berlin
- ASV Dachau
- Dürener TV
- SV Fellbach
- VfB Friedrichshafen
- SV Lohhof
- Moerser SC
- SSC Dodesheide
- SV Bayer Wuppertal

## Ergebnisse
Nach der Hauptrunde gab es eine Playoff-Runde, um den neuen Meister zu ermitteln.

### Hauptrunde
|     | Verein          | Punkte | Sätze |
| --- | --------------- | ------ | ----- |
| 1.  | Friedrichshafen | 34:2   | 52:7  |
| 2.  | Wuppertal       | 34:2   | 51:8  |
| 3.  | Fellbach        | 26:10  | 40:16 |
| 4.  | SCC Berlin      | 18:18  | 31:37 |
| 5.  | Post Berlin     | 16:20  | 32:33 |
| 6.  | Lohhof          | 14:22  | 30:36 |
| 7.  | Moers           | 14:22  | 27:38 |
| 8.  | Düren           | 14:22  | 26:40 |
| 9.  | Osnabrück       | 6:30   | 15:50 |
| 10. | Dachau          | 4:32   | 12:51 |

### Play-offs
Finale: VfB Friedrichshafen – SV Fellbach 3:0, 3:0, 3:0